# Forest Grove (West-Australië)
Forest Grove is een plaats in de regio South West in West-Australië.

## Geschiedenis
In de jaren 1920 vestigden zich landbouwers in de streek middels een Group Settlement Scheme. Er werd een school geopend. In de jaren 1950 opende een districtsschool in Margaret River en sloten de kleinere groepsscholen. De kinderen werden met de schoolbus naar school vervoerd.
In 1982 richtten een tiental families de 'Nyindamurra Family School' in Forest Grove op. De schoolbibliotheek werd in een voormalig katholiek kerkje ondergebracht.

## Beschrijving
Forest Grove maakt deel uit van het lokale bestuursgebied (LGA) Shire of Augusta-Margaret River, waarvan Margaret River de hoofdplaats is.
In 2021 telde Forest Grove 253 inwoners.
Forest Grove heeft een school, de 'Margaret River Independent School' Het nationaal park Forest Grove ligt in de nabijheid.

## Ligging
Forest Grove ligt langs de Bussell Highway, 290 kilometer ten zuidzuidwesten van de West-Australische hoofdstad Perth, 30 kilometer ten noorden van Augusta en 15 kilometer ten zuiden van Margaret River.

## Klimaat
De streek kent een gematigd mediterraan klimaat met koel vochtige winters en hete droge zomers. Er valt jaarlijks tussen 850 en 1.200 mm neerslag.